# フランシス・シェーファー
フランシス・オーガスト・シェーファー（Francis August Schaeffer、1912年1月30日 - 1984年5月15日）は、アメリカ合衆国の福音主義神学者、哲学者、聖書長老教会の牧師であった。
彼はその著書とスイスにおける「ラブリ」コミュニティの設立で最も有名である。彼は神学的近代主義（リベラル）に反対して、伝統的プロテスタント信仰を立て上げ、前提主義のキリスト教弁証論のアプローチをとった。これが彼の時代に対する答えであった。多くの学者はシェーファーの思想が合衆国におけるキリスト教右派の起こりに影響を与えたと考える。また『クリスチャン・マニフェスト』を著してクリスチャンの政治参加を促し、中絶救助隊（オペレーション・レスキュー）などプロライフ運動にも大きな影響を与えた。
シェーファーの夫人エディー・シェーファーは彼女自身も多作な著書の執筆者となった。またシェーファーの息子フランク・シェーファーは著作家、映画制作者、画家である。

## 学生時代と初期の働き
1935年、ハンプデン・シドニー大学を卒業。同年に、ハドソン・テーラーによって設立された超教派のプロテスタント宣教団（フェイス・ミッション）OMFインターナショナルの中国奥地伝道団宣教師の娘であるエディスと結婚した。シェーファーは秋にウェストミンスター神学校に入学し、前提主義弁証論神学者コーネリウス・ヴァン・ティル、聖書の無誤性を教えたジョン・グレッサム・メイチェンの下で学んだ。
1937年にフェイス神学校に移り、1938年に卒業した。この神学校は現在の聖書長老教会の新しい神学校であった。シェーファーは卒業後、聖書長老教会で按手礼を受けた最初の牧師となった。
1948年、シェーファー一家はスイスに移住し、そして1955年にコミュニティ「ラブリ」（フランス語で「避難」の意味）を設立した。

## キリスト教弁証論
シェーファーのキリスト教弁証論のアプローチは、主にコーネリウス・ヴァン・ティル、ハーマン・ドーイウィード、エドワード・ジョン・コーネルの影響を受けている。しかし、彼はヴァン・ティルの伝統にある厳格な前提主義のアプローチは取らなかった。

## 遺産
彼の死後20年以上経っても、スイスのフランシス・A・シェーファー財団で彼の教えは受け継がれている。コミュニティ「ラブリ」は彼の娘と義理の息子によって指導される。他方、シェーファーの息子フランク・シェーファーは最初、父親の思想と政治的な働きを支持していたが、後に離れて正教会に改宗した。
カベナント神学校は、シェーファー研究所とイギリスの「ラブリ」を設立した。その神学校の目的はクリスチャンを訓練し、信仰生活において証しを立てるためであった。
シェーファーは、現代の文脈において、保守的なピューリタンと改革派信仰の立場を広めた。

### 政治
フランシス・シェーファーは特に人工妊娠中絶の問題に対し、1970年代後期から1980年代初期にかけてプロテスタントの福音派とキリスト教根本主義が、それまで離れていた政治運動に復帰するのを助けたと考えられる。シェーファーは彼が非キリスト教的ヒューマニズムの影響と考えたものの増大する影響に対して挑戦を要求した。彼の意見は著書『クリスチャン・マニフェスト』と、映画シリーズ『それでは如何に生きるべきか』で表明された。

#### クリスチャン・マニフェスト
シェーファーの著作『クリスチャン・マニフェスト』は、1981年に出版された。これは1848年の『共産党宣言』と、1933年、1973年の『ヒューマニスト宣言』に対する、キリスト教の立場からの答えとして書かれた。シェーファーは西洋文明の凋落が「少なくとも漠然とキリスト教的であった世界観から離れた」ことに起因するとした。シェーファーは神の民と、世俗的ヒューマニストの間に哲学的争いがあると論じた。
シェーファーは、説教『クリスチャン・マニフェスト』で、世俗的ヒューマニズムを「人間をすべての事柄において基準とする」世界観であると定義する。そしてクリスチャン・ライト（キリスト教右派）の誤りが「ヒューマニズムの宗教」をヒューマニスティックな人間愛と混同していることだと主張する。彼は世俗的ヒューマニズムとの対立が「二つの異なる宗教、キリスト教とヒューマニズムの全面的な」戦いであると描写する。彼は「教会が『地の塩』としての義務を果たさなかったから」社会が凋落したのだと説く。シェーファーは説明する。
アドルフ・ヒトラーのドイツ占領下の真のクリスチャンは、誤りと偽りの国を拒絶し、ナチス親衛隊からユダヤ人の隣人を匿うべきであった。政府はすでにその権限を廃止していた、そしてそれを要求する権利はなかった。
彼は同様の戦術が人工妊娠中絶をやめさせるために使われるよう提案する。しかし、彼は神権政治については語っていないと論じる。
州当局は、私たちが妊娠中絶の防止について真剣に考えていることを知らなければならない。だが、私たちが神権政治について語っていないことを確認する。ウィザースプーン、ジェファーソンら、アメリカの建国者は神権政治を考えていなかった。それは合衆国憲法修正第1条で明白にされる。私たちは絶えず神権政治を語っていないという事実を強調しなければならない。
キリスト教再建主義のゲイリー・ノースとデイヴィッド・チルトンは、シェーファーと『クリスチャン・マニフェスト』に対して非常に批判的であった。彼らはシェーファーが宗教の自由として修正第1条を見るため多元主義を促進すると主張し、彼らはその多元主義を拒絶するとした。ノースとチルトンは、シェーファーの神権政治に対する否定的な見解を指摘し、それを促進する理由を説明する。
シェーファー博士のマニフェストは、クリスチャン社会に依然として処方箋を提供しない事実に変わりはない。私たちはただそれを明白にするために言及する。なぜなら今まで誰もそれに気づいていないと確信するからである。同様のコメントはシェーファー博士のすべての著述に当てはまる。彼はクリスチャンの選択を説明しない。

#### キリスト教右派・プロライフ運動への影響
キリスト教右派の指導者であるティム・ラヘイらは、シェーファーの神学的議論が福音主義者に政治への参加を促したと認めた。またプロライフ団体「中絶救助隊（オペレーション・レスキュー）」の創設者ランドル・テリーもシェーファーの影響を認めた。
1990年代から批評家たちは、1980年代初期の知的/イデオロギー的なシェーファーの著述と、キリスト教右派の関わりについて研究し始めた。それはドミニオニズム（Dominionism）という用語で呼ばれる。
サラ・タイヤモンドとフリデリック・クラーソンは、キリスト教右派の鍵となる人物として、フランシス・シェーファーについての論文を書いた。ダイヤモンドは言う。「世俗社会に対する支配の考えが、1981年の出版によって広範囲の影響を与えた。シェーファーの『クリスチャン・マニフェスト』の本である。本は最初の年に290,000部売れた。そしてそれは運動の中で最も引用された文書である。」ダイヤモンドはキリスト教右派に与えたシェーファーの本の重要性を要約する。
クリスチャン・マニフェストの要旨はシンプルである。合衆国は聖書の原則の上に建てられた。しかし移民の波によって社会は多元的になり、新しい哲学である世俗的ヒューマニズムが支配的になった。ヒューマニストは神ではなく人間の進歩を考えの中心に置く。それがアメリカを神を恐れない傾向に向かわせた。その最も目に見える結果が人工妊娠中絶であり、アメリカの公立学校における世俗化である。シェーファーはかクリスチャン・マニフェストの終わりで呼びかける。クリスチャンは市民抵抗によって聖書の道徳を復活させるべきである。この説明は中絶救助隊（オペレーション・レスキュー）のようなグループによって受け入れられた。ランドル・テリーはシェーファーを彼の人生において主要な影響を与えた人物として認める。
フリデリック・クラーソンはこれが実践を伴っていたと説明する。
フランシス・シェーファーは、人工妊娠中絶に抵抗するプロテスタント福音主義の政治的働きに大きな影響を与えたと認められる。例えばオペレーション・レスキュー（中絶救助隊）の創立者ランドル・テリーは言う。「オペレーション・レスキューの働きを理解することを望むなら、あなたはシェーファーの『クリスチャン・マニフェスト』を読まなければならない。」聖書長老教会のカール・マッキンタイヤー牧師は、キリスト教再建主義の読者であったが再建主義には乗り気ではなかった。シェーファーらは特に旧約聖書の律法の現代への適用を拒否した。

## 著作

### 著書
- 『神なき時代のキリスト者』長島勝訳　いのちのことば社　1991年　ISBN 4264012457
- 『聖書の基本教理の学び』長島勝訳　いのちのことば社　1990年　ISBN 4264011876
- 『創世記 : 人間の歴史の始まり』上沼昌雄訳　いのちのことば社　1986年　ISBN 4264008255
- 『それでは如何に生きるべきか - 西洋文化と思想の興亡』いのちのことば社　1979年　ISBN 426400103X
- 『真に霊的であること』中島守訳　いのちのことば社　1976年
- 『神の沈黙?』多井一雄訳　いのちのことば社　1972年
- 『理性からの逃走』有賀寿訳　いのちのことば社　1971年
- 『そこに存在する神 : 20世紀に問うキリスト教宣教』多井一雄訳　いのちのことば社　1971年

### 映画
- 『それでは如何に生きるべきか』いのちのことば社　ライフ・エンターテイメント